# 峇眼拉浪

峇眼拉浪海滩。

峇眼拉浪是马来西亚雪兰莪州雪邦县的一个沿海小镇，是县内著名雪邦黄金海岸水上度假屋（Avani Sepang Goldcoast Resort）的所在地。峇眼拉浪，距離吉隆坡國際機場約有25分鐘車程，距離雙溪比力则大約10公里，当地也有長達22公裡的沙灘及17公裡長的紅樹林保護區。
1. ↑  . www.thestar.com.my.   [2018-03-11]. （原始内容存档于2018-12-05）.